# 1953 en dadaïsme et surréalisme
Pour l'année, voir 1953.
 Chronologie de dada et du surréalisme 
- 1949
- 1950
- 1951
- 1952
- 1953
- 1954
- 1955
- 1956
- 1957

Cet article présente les faits marquants de l'année 1953 en dadaïsme et surréalisme.

## Éphémérides

### Janvier
- 23 janvier
Première exposition Simon Hantaï à l'Étoile scellée, à Paris[1]. André Breton écrit la préface du catalogue[2] et dans le numéro 3 de la revue Medium, il écrit : « Simon Hantaï à qui font cortège les êtres fabuleux que son souffle a doués de vie et qui se déplacent comme nuls autres en ces premiers jours de 1953, dans la lumière du jamais vu. »[3]

### Avril
- 15 avril
Exposition rétrospective Dada, 1916-1923 à la galerie Sydney Janis à New York. Le catalogue, ainsi que l'affiche[4], conçu par Marcel Duchamp est un feuillet papier bible, étiqueté Handle with Care et présenté froissé en boule dans une corbeille aux visiteurs. Il contient des textes de Jean Arp, Richard Huelsenbeck et Tristan Tzara[5].

### Mai
- À Paris, première exposition des plasticiens dits imaginistes que la préface du catalogue, écrite par Edouard Jaguer, présente comme « une variante scanienne (scandinave) du surréalisme. » À cette occasion, André Breton découvre l'œuvre de Max Walter Svanberg[6].

### Juin
- Claude Cahun séjourne à Paris, y retrouve André Breton et Jean Schuster qui l'invite à participer aux activités surréalistes[7].

### Juillet
- André Breton, Poème-objet, pan-(h)oplie pour Elisa (jour et nuit)[8]

### Août
- André Breton, La Clé des champs, recueil d'essais, aux éditions du Sagittaire[9]

### Octobre
- 20 octobre
Paris Inter diffuse L'Alouette au parloir, texte écrit et dit par André Breton : « Est-il bien possible d'arrêter au passage cette personne fuyante qui entend ne profiter de rien aussi bien que de nos moments d'inattention ? »[10]

### Décembre
- 4 décembre
À l'occasion des funérailles de Francis Picabia, André Breton prononce l'éloge funèbre Adieu en plaise[11].

### Cette année-là
- Tristan Tzara, À haute flamme, poème illustré de gravures de Pablo Picasso[12].

### Œuvres
- Juan Andralis
  - Hierogamos, huile sur toile[13]
- Jean Arp
  - Jean Arp, Berger de nuages Berger de nuages[14]
- Yves Bonnefoy

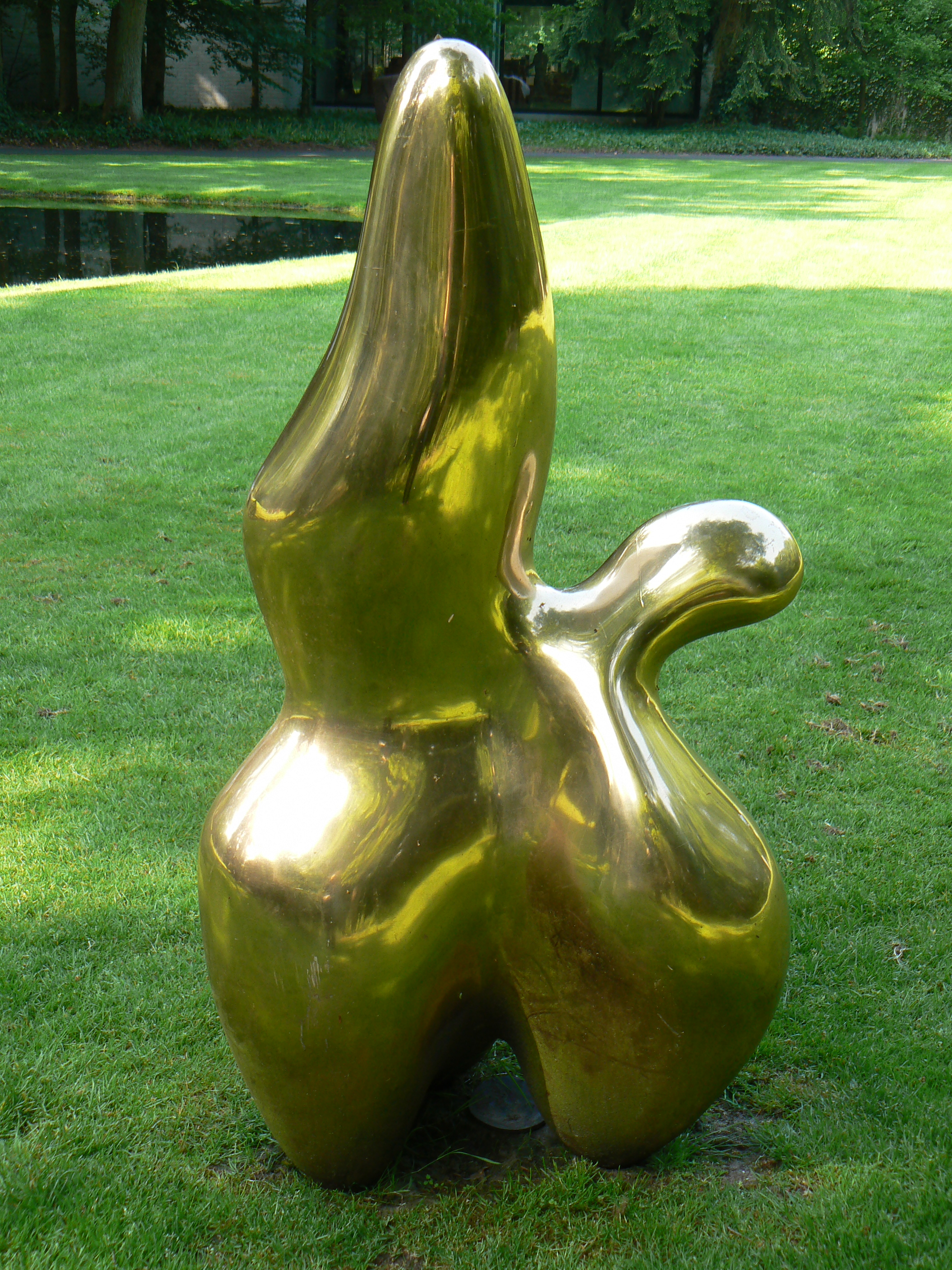
Jean Arp, Berger de nuages

  - Du mouvement et de l'immobilité de Douve : « Je ne suis que parole intentée à l'absence. »[15]
- André Breton
  - La Clé des champs, recueil d'essais écrits entre 1936 et 1952. La jaquette de la première édition est de Joan Miró, aux éditions Sokolova, Paris[16]
  - Poème-objet, pan-(h)oplie pour Elisa (jour et nuit), coléoptères, tissu, plume, coquillage, gouache, papier collé, bois, épingle de métal, verre[17]
- Leonora Carrington
  - And then we sauw the daughter of of the minotaur, huile sur toile[18]
- Simon Hantaï
  - Femelle-miroir II, huile sur toile, miroir et ossements[19]
  - Narcisse collectif, huile sur toile[20]
- Wifredo Lam
  - Série d'eaux-fortes pour le recueil de René Char, Le Rempart de brindilles[21]
- Gérard Legrand
  - Des pierres de Mouvance, poèmes[22]
- Ghérasim Luca
  - Héros-Limite, poèmes : « prête-moi ta cervelle / cède-moi ton cerveau / ta cédille ta certitude / cette cerise / cède-moi cette cerise / ou à peu près une autre / cerne-moi de tes cernes / précipite-toi / dans le centre de mon être / sois le cercle de ce centre / le triangle de ce cercle / la quadrature de mes ongles / sois ceci ou cela ou à peu près / un autre / mais suis-moi précède-moi / séduction »[23]
- René Magritte
  - Golconde, huile sur toile[24]
- Jean Malrieu
  -  Préface à l'amour poèmes : « J'ai pris ta main au bout du soleil / Et le soleil m'a dit une longue histoire de soleil / Avec des radeaux sur la rivière / Et la rivière m'a parlé de ton corps / Et ton corps se termine par une main / que j'ai rendue au soleil / C'est toi / Je suis fait d'ombres à tes côtés / Je suis fait des silences que tu aimes / Nous sommes jeunes et nos jours sont longs. »[25]
- Joyce Mansour
  - Cris, poèmes : « Fièvre ton sexe est un crabe / Fièvre les chats se nourrissent à tes mamelles vertes / Fièvre la hâte de tes mouvements de reins / L'avidité de tes muqueuses cannibales / L'étreinte de tes tubes qui tressaillent et qui clament / Déchirent mes doigts de cuir / Arrachent mes pistons / Fièvre éponge morte gonflée de mollesse / Ma bouche court le long de ta ligne d'horizon / Voyageuse sans peur sur une mer de frénésie. »[26]
- Matta
  - À chaque aube je m’heure, huile sur toile[réf. nécessaire]
  - Matinant, huile sur toile[27]
- Joan Miró
  - La Clé des champs, gouache et encre de Chine sur papier, jaquette du livre d’André Breton[28]
  - Les Échelles en roues de feu traversant l'azur, huile sur toile[29]
  - Oiseau volant vers un arbre d'argent, huile sur toile[30]
- Max Walter Svanberg
  - Le Cordon de perles de la conversation imaginative, aquarelle et pastel sur papier[31]
  - La Grossesse étrange de la rencontre étrange, encre sur papier[32]. André Breton : « Ici, portés par la houle cosmique, à nous de nous frayer notre propre chemin intérieur, quitte à affronter la plus séduisante et lascive théorie de monstres qu'on ait encore vus... avec [Svanberg], des yeux nous fixent, d'un regard byzantin, de chaque ongle, de chaque éminence ou repli intime, de chaque étoile. »[33]
- Tristan Tzara
  - De mémoire d'homme, autobiographie[34],
  - ''À haute flamme, poème illustré de gravures de Pablo Picasso[12]
- Paule Vézelay
  - Lines in space n° 24, boîte, bois, laine et câbles[35]